# Дорогощі
Дорогощі (рос. Дорогощи) — присілок Бокситогорського району Ленінградської області Росії. Входить до складу Борського сільського поселення.
Населення — 5 осіб (2012 рік).